# Gorzów Śląski (przystanek kolejowy)
Gorzów Śląski – dawny kolejowy przystanek osobowy w Gorzowie Śląskim, w województwie opolskim, w Polsce.